# Tomáš Řepka
Tomáš Řepka (* 2. Januar 1974 in Slavičín) ist ein ehemaliger tschechischer Fußballspieler.

## Spielerkarriere
Seine Jugendvereine waren Sokol Brumov und TJ Gottwaldov. Seine Profikarriere begann er bei Baník Ostrava, wo er von 1991 bis 1995 spielte. Anschließend wechselte er zu Sparta Prag und blieb dort drei Spielzeiten. Im Sommer 1998 verpflichtete ihn der AC Florenz. 2001 geriet der Verein in finanzielle Not und sah sich gezwungen, seine besten Spieler zu verkaufen. Für 5,5 Millionen britische Pfund wechselte Řepka zu West Ham United. 
In seinem Debüt für den Londoner Verein wurde der für seine rüde und aggressive Spielweise bekannte Řepka vom Platz gestellt und für ein Spiel gesperrt. Aber schon in seinem dritten Spiel für West Ham sah er erneut die Rote Karte. Die Fans von West Ham gaben ihm dennoch den Spitznamen „Super Tom“. Anfang 2006 äußerte er den Wunsch, zurück in seine Heimat gehen zu wollen und wechselte für etwa 1 Million Euro zu Sparta Prag. Im Januar 2012 wechselte Řepka zu Dynamo České Budějovice. Dort wurde er jedoch im Dezember aussortiert, woraufhin er seine Profikarriere beendete. Seit September 2013 spielt er für den Sechstligisten SK Hvozdnice in Hvozdnice u Davle.
Tomáš Řepka debütierte am 16. Juni 1993 auf den Färöer-Inseln für die Tschechoslowakische Nationalmannschaft. Danach spielte er weitere 45 Mal für die Tschechische Nationalmannschaft, zuletzt am 10. November 2001 in Brüssel gegen Belgien. In diesem Spiel sah er in der 42. Spielminute die Rote Karte, Tschechien verlor das Relegationshinspiel zur Weltmeisterschaft 2002 mit 0:1. Řepka erklärte nach der verpassten WM-Qualifikation seinen Rücktritt aus der Nationalelf.
Menschlich gilt Řepka als Hitzkopf, als jemand, der kein Blatt vor den Mund nimmt. Dies brachte ihm auf dem Platz überdurchschnittlich viele Verwarnungen und Platzverweise ein. Durch seinen Einsatz und Kampfeswillen war er bei den Fans von Sparta Prag äußerst beliebt.